# Феліпе Жедоз
Феліпе Жедоз (порт. Felipe Gedoz, нар. 12 липня 1993, Мусун) — бразильський футболіст, півзахисник бельгійського «Брюгге».

## Ігрова кар'єра
У дорослому футболі дебютував 2011 року в Уругваї виступами за команду клубу «Дефенсор Спортінг», в якій провів три сезони, взявши участь у 44 матчах чемпіонату. 
До складу бельгійського «Брюгге» приєднався 2014 року. Відразу став гравцем основного складу команди з Брюгге.

## Титули і досягнення
- Володар Кубка Бельгії (1):

«Брюгге»:  2014–15